# Йохан Вилхелм I (Саксония-Ваймар)
Йохан Вилхелм I Мария (на немски: Johann Wilhelm I. Maria; * 11 март 1530, Торгау; † 2 март 1573, Ваймар) е херцог на Саксония (1566 – 1572), ландграф на Тюрингия (1566 – 1572) и първият херцог на Саксония-Ваймар (1572 – 1573).

## Живот
Произлиза от род Ернестинските Ветини и е вторият син на Йохан I Фридрих „Великодушния“ († 3 март 1554), херцог и до 1547 г. курфюрст на Саксония, и на Сибила от Юлих-Клеве-Берг (1512 – 1554), дъщеря на Йохан III, херцога на Юлих-Клеве-Берг от род Дом Ламарк.
Йохан Вилхелм I следва, както по-големия му брат Йохан Фридрих II „Средния“, в университета във Витенберг. Интересува се от военни науки, но не участва в боевете във войната в Южна Германия, а остава в Саксония и ръководи укрепяването на Гота и на Грименщайн.
С брат си участва в битката при Мюлберг. След пленяването на баща му, той поема заедно с брат му Йохан Фридрих II „Средния“, управлението на оставените им земи, Херцогство Саксония, до януари 1549 г. Тогава Йохан Вилхелм I оставя управлението на брат си и тръгва с малка свита до дворовете на чужди князе до септември 1552 г. Той е в Померания и в Кьонигсберг, докато върналият се от плен баща го извиква обратно.
Баща му умира през януари 1554 г. В завещанието си той забранява на синовете си всякакво разделение на страната и братята управляват заедно.
През 1557 г. Йохан Вилхелм I постъпва в испанската войска, но скоро отива на френска служба. Същата година двамата братя и по-малкия им брат Йохан Фридрих III Младши († 21 октомври 1565) си поделят земите. По-големият брат получава Саксония-Кобург и Айзенах и взема своята резиденция в Гота, Йохан Вилхелм получава Саксония-Ваймар. Те се разбират на всеки три години да си сменят държавите, но това не се случва.
Йохан Вилхелм I се жени на 15 юни 1560 г. в Хайделберг за Доротея Сузана (1544 – 1592), по рождение пфалцграфиня на Зимерн, дъщеря на курфюрст Фридрих III от Пфалц.
През 1567 г. брат му Йохан Фридрих „Средния“ попада в плен на император Максимилиан II до края на живота си. Неговата собственост е взета от императора и дадена на Йохан Вилхелм I, който така става единствен владетел на Херцогство Саксония.
Йохан Вилхелм I става генерал на крал Шарл IX от Франция в похода му против хугенотите (френските крале били врагове на Хабсбургските императори). Затова през 1572 г. императорът разделя в Ерфурт Саксония на три части и ги дава на двамата сина на затворения му брат Йохан Фридрих „Средния“ – Йохан Казимир получава Саксония-Кобург, по-малкият Йохан Ернст получава Саксония-Айзенах, за Йохан Вилхелм I остава Саксония-Ваймар. Йохан Вилхелм I умира след една година разочарован през 1573 г. Малолетният му син Фридрих Вилхелм I го наследява на престола в Саксония-Ваймар под регентството на курфюрста от Саксония.

## Деца
Йохан Вилхелм I и Доротея Сузана имат четири деца:
- Фридрих Вилхелм I (1562 – 1602), херцог на Саксония-Алтенбург
- Йохан III (1570 – 1605), херцог на Саксония-Ваймар
- Сибила Мария (* 7 ноември 1563, † 20 февруари 1569)
- Мария (* 7 ноември 1571, † 7 март 1610), абатиса на Кведлинбург